# Brongniartia discolor
Brongniartia discolor är en ärtväxtart som beskrevs av Townshend Stith Brandegee. Brongniartia discolor ingår i släktet Brongniartia och familjen ärtväxter. Inga underarter finns listade i Catalogue of Life.